# Evil Genius
 (juillet 2010).
Si vous disposez d'ouvrages ou d'articles de référence ou si vous connaissez des sites web de qualité traitant du thème abordé ici, merci de compléter l'article en donnant les références utiles à sa vérifiabilité et en les liant à la section « Notes et références ».
Evil Genius est un jeu vidéo de stratégie en temps réel développé par Elixir Studios et sorti sur PC en 2004. Reprenant le concept de Dungeon Keeper, le jeu propose d'incarner un génie du mal avide de dominer le monde, devant développer et défendre sa base souterraine des forces de la justice dans un univers parodique des films d'espionnage.
La suite du jeu, Evil Genius 2: World Domination, est sortie le 30 mars 2021.

## Concepts de jeu
Le joueur incarne un « Evil Genius », un génie du mal diabolique et machiavélique qui veut conquérir le monde. Installé sur une île volcanique, il doit construire et gérer sa base secrète au cœur de la montagne, employer et entraîner des sbires et les envoyer réaliser des « actes d'infamie » partout dans le monde, ainsi que faire face aux forces de la Justice envoyés sur place par les cinq alliances gouvernementales pour anéantir ses plans.
L'objectif final est de dominer le monde en acquérant de la notoriété (évaluée sur 500 points), obtenant ainsi le statut d'Evil Genius. Des objectifs principaux et secondaires sont indiqués durant la partie pour pouvoir progresser. Le joueur perd si son Evil Genius est tué.

### L’Evil Genius
En début de partie, le joueur doit choisir son avatar, qu'il contrôlera directement :
- Maximilian, riche industriel et petit homme irritable ;
- Shen Yu, mystique génie du mal et ancien agent secret ;
- Alexis, riche héritière prétentieuse.

Il peut se déplacer et interagir avec certains objets et personnages, mais est incapable d'attaquer. Il augmente la Loyauté des sbires situés à proximité (dans le cercle bleu qui entoure l'Evil Genius) et peut sacrifier l'un d'entre eux à tout moment de manière à motiver les autres. Il peut rendre prioritaire la construction d'une salle ou l'installation d'un objet.
S'il se moque de certains détenus emprisonnés ou torturés, comme les super-agents, il fait gagner quelques points de notoriété.

### Les jauges

#### Jauges générales
Il faut surveiller quatre jauges principales, outre la jauge de vie de l'Evil Genius :
- la notoriété : elle augmente en accomplissant des actes d'infamie à travers le monde et diminue si les forces de la Justice parviennent à reprendre des objets volés ;
- l'argent : il permet de financer les salles et les objets de la base secrète et d'augmenter la vitesse de recrutement des sbires ;
- l'électricité : elle assure le fonctionnement de la base. Si les exigences en électricité sont supérieures à la production d'électricité, la base tombe en panne. Il faut alors installer quelques générateurs pour augmenter la production d'électricité et mettre fin à la panne. Pour éviter cette situation, des condensateurs (assimilables à des grosses piles rechargeables) peuvent prendre le relais pendant un court instant, le temps de construire des générateurs supplémentaires. L'électricité s'apparente au système de ravitaillement d'autres jeux.
- les tensions : elles sont propres à chacune des alliances. La jauge indique l'acharnement d'une alliance à chercher à vous tuer ; ceci est lié à l'agressivité des agents spéciaux qu'elle envoie.

Lors d'une panne d'électricité, les lampes qui éclairent la base s'éteignent et tous les objets qui consomment de l'électricité cessent de fonctionner. La base se trouve alors fortement paralysée. Des générateurs constamment en surcharge risquent d'exploser.

#### Les caractéristiques de personnages
Tous les personnages du jeu sont soumis à certaines caractéristiques qui varient suivant les actions de ces personnages. Ces caractéristiques ont un maximum variable suivant le type de sbire ou d'agent qu'il s'agit.
- La santé, qui diminue si un personnage est touché au combat. Si elle tombe à zéro, le personnage meurt.
- La loyauté, qui diminue si le personnage voit par exemple des housses mortuaires. Si cette caractéristique tombe à zéro, le sbire risque de s'enfuir ou de voler de l'or et un agent se comportera comme un touriste.
- L'intelligence, qui diminue lorsque le personnage travaille ou suit un entraînement. Si l'intelligence tombe à zéro, le personnage va se trouver dans un état d'hébétude avancé. Un agent perdra également la tension qu'il a rassemblée.
- L'attention, qui diminue lorsqu'un sbire travaille. Les personnages qui ont une attention très basse déclenchent vos pièges accidentellement et un agent oubliera les preuves qu'il a pu voir.
- L'endurance, qui diminue lorsqu'un personnage cours ou lors d'un combat au corps à corps. A zéro, le personnage devient inconscient.

Les caractéristiques des sbires peuvent remonter grâce à certains objets et à certaines salles ou avec le temps. Elles peuvent également remonter lorsque votre Evil Genius perpétue des actes malfaisants : jubiler à la vue du malheur des autres, tuer des sbires, etc. 
L'Evil Genius à la particularité de ne dépendre que de la jauge de SANTE.

### Les sbires
Il existe treize types de sbires, répartis en quatre domaines. Les ouvriers sont les sbires de base, polyvalents. Seuls ces sbires ont la capacité de construire de nouvelles salles, les autres objets pouvant être installés par n'importe quel type de sbire. Ces sbires sont les seuls à pouvoir être recrutés, ils doivent donc être entraînés pour obtenir des hommes de mains plus spécialisés. Pour entraîner un nouveau type de sbire, il est nécessaire de capturer un civil (lors d'une mission ou sur l'île) et de l'interroger. le sbire interrogateur obtiendra immédiatement la spécialité et pourra la transmettre à d'autres sbires avec les outils d'entrainement adéquats.
Les ouvriers peuvent s'orienter dans trois spécialités : militaire, scientifique ou social. Chacune de ces spécialités est échelonné en trois niveaux.

#### Sbires sociaux
Les sbires sociaux ont des compétences dites sociales, chacun à leurs manières ils accompagnent à leur couchettes les sbires avec leur jauge d'ATTENTION égale à zéro) et influencent les agents ennemis par des attaques psychiques.
- niveau 1 :
  - Les valets sont les seuls sbires capables d'utiliser des extincteurs. Leurs attaques psychiques d'affaiblissement visent à perturber l'ATTENTION des agents ennemis.
- niveau 2 :
  - Les spécialistes des communications sont des maîtres de la manipulation, utilisant leur attaque paparazzi pour affaiblir l'INTELLIGENCE des agents ennemis.
- niveau 3 :
  - Les diplomates peuvent offrir avec démagogie des pots-de-vin aux agents ennemis, abaissant ainsi leur LOYAUTÉ.
  - Les playboys sont des sbires sociaux complets et possèdent tous les talents des autres sbires sociaux.

#### Sbires scientifiques
Tous les sbires scientifiques sont capables d'identifier des objets et de mener des expériences pour débloquer de nouvelles salles ou objets.
- niveau 1 :
  - les techniciens sont capables de réparer des objets endommagés à la suite d'une explosion ou d'un sabotage.
- niveau 2 :
  - les scientifiques des experts dédiés à mener à bien des expériences.
- niveau 3 :
  - les biochimistes conduisent des expériences en biologie.
  - les physiciens sont des chercheurs en physique quantique.

#### Sbires militaires
Les sbires militaires sont spécialisés dans le combat
- niveau 1 :
  - Les gardes Ils peuvent utiliser des fusils (si le râtelier approprié est construit). Ils ont disposent de plus de points de santé et d'endurance que les ouvriers du bâtiment.
- niveau 2 :
  - Les mercenaires. Ils peuvent utiliser des fusils lourds (si le râtelier approprié est construit)
- niveau 3 :
  - Les tireurs d'élite engagent le combat en tirant à distance avec un fusil qu'ils portent avec eux tout le temps.
  - Les spécialistes en arts martiaux sont des combattants impitoyables au corps à corps. Ils sont entraînés à des techniques de combat mortelles.

#### Les hommes de main
Les hommes de main représentent un type de sbire particulier. À chaque fois que l'Evil Genius obtient 75 points de notoriété, il peut recruter un homme de main. Chaque homme de main possède des compétences particulières qui se développent grâce à une jauge d’expérience qui augmente en tuant des ennemis et en participant à la réussite des actes d'infamies . Les hommes de main ne peuvent pas mourir sauf s'ils sont tués par un super-agent. Ils sont les seuls sbires à pouvoir être contrôlés directement par le joueur.
Chaque Evil Genius débute avec son hommes de main attitré.

### Les forces de la Justice
Les forces de la Justice sont les ennemis jurés du joueur.

#### Les alliances
Les alliances regroupent différentes nations du monde qui ont pour objectif de contrecarrer les actes d'infamie, de détruire la base secrète et de tuer l'Evil Genius. Il y a cinq alliances dans Evil Genius :
- L’ ANVIL est l'alliance des pays d'Asie du Sud-Est : la Chine, la Corée du Nord, la Corée du Sud, le Viêt Nam, l'Indochine, Singapour.
- Le HAMMER réunit les pays communistes pendant la guerre froide : la Russie, l'Europe de l'Est et Cuba.
- Le PATRIOT rassemble les pays de l'alliance Pacifique : les pays d'Amérique du Nord et le Japon.
- Le SABRE est une coalition des pays d'Europe occidentale et de leurs colonies : l'Europe occidentale, le sud de l'Afrique, l'Inde, l'Australie.
- Le SMASH regroupe les pays de l'hémisphère sud : l'Amérique du Sud, le nord de l'Afrique, le Proche-Orient, l'Antarctique.

#### Les types d'agents
Chaque alliance peut avoir recours à plusieurs types d'agents spéciaux.
- Les enquêteurs et les agents rôdent autour de vos installations et de votre base pour tenter de trouver des preuves de vos activités maléfiques. S'ils trouvent quelque chose de suspect, ils prennent des photographies et tentent de fuir votre île pour faire leur rapport.
- Les voleurs et les cambrioleurs tentent d'infiltrer votre base et essayent de s'emparer des reliques que vous avez "récupérées" et de vous voler votre chambre forte.
- Les saboteurs et les agents infiltrés essaieront d'affaiblir votre base en détruisant vos infrastructures de sécurité, vos générateurs et les autres équipements de grande valeur.
- Les soldats sont rarement envoyés, mais vous aurez affaire à eux si vous n'arrivez pas à contrôler vos niveaux de tension avec les autres alliances. Les soldats tirent d'abord et posent des questions ensuite. La subtilité n'est plus de mise une fois que vous êtes confronté aux soldats.
- Parfois, dans le cadre de missions des assassins se frayent une voie jusqu'à l'Evil Genius afin de le tuer, mais ne touchent à aucun sbire ou homme de main.

En suivant le niveau de tension qu'il existe avec ces alliances, celles-ci envoient  plus régulièrement et des agents plus expérimentés sur votre île.
Un autre type d'agent existe : il s'agit des hommes de main de vos ennemis appelés « Super Agents ». Ils sont les seuls à pouvoir tuer réellement vos propres hommes de main. Chaque alliance en possède un qui est capable de causer de vrais ravages ; (par exemple, on trouve Maria Mamba chez les SMASH). Ceux-ci apparaissent au fur et à mesure de l'avancement du joueur pour dominer le monde.
Il est possible mais difficile de les affaiblir psychologiquement, de les capturer, ou de les assommer pour les emprisonner temporairement. Il existe pourtant un moyen de s'en débarrasser définitivement.
Les  touristes sont des agents inoffensif pour vous car il ne cherche qu'a passer d’agréable vacances sur l'île paradisiaque ou vous avez construit votre base secrète. Ils peuvent malgré tout être témoin de vos exactions ce qui augmente la tension. Vous avez la possibilité de faire construire des Hôtels vous servant de couverture et distractions pour les agents et les touristes. Ce moyens vous permet également d’engranger des fonds supplémentaire.

### La carte de domination du monde
La carte de domination décompose le monde en zones géographiques sur lesquelles sont indiqués des informations sur l'état de sécurité et l'état de l'économie de la zone. La carte de domination permet d'envoyer des sbires aux quatre coins de la Terre afin de récolter de l'argent ou de découvrir des actes d'infamies à réaliser. Dans tous les cas, l'alliance concernée n'apprécie pas les intrusions, faisant ainsi monter la barre de tension avec l'alliance, ce qui motivera cette dernière à lancer des offensives de plus en plus coriaces.
Plusieurs actions peuvent être accomplis par les sbires :
- Conspirer permet de découvrir les actes d'infamie à accomplir dans la zone concernée. Plus il y a d'unités présentes, plus les découvertes sont rapides.
- Voler donne l'ordre aux unités présentes dans la zone de piller les ressources qu'elle contient, l'argent est ensuite versé toutes les soixante secondes.
- Se cacher permet aux unités d'éviter les forces de la Justice faisant apparition dans la zone où elles sont présentes.

Chaque type de sbires possèdent des compétences particulières sur le terrain :
- les sbires sociaux permettent de calmer les tensions avec l'alliance concernée et de cacher plus facilement les autres sbires ;
- les sbires scientifiques permettent d'obtenir des informations plus facilement et de diminuer le temps des opérations d'actes d'infamie ;
- les sbires militaires sont là pour défendre les autres sbires, et sont d'excellents collecteurs d'argent.

### Les différentes salles
Il existe différentes sortes de salles constructibles. Les couloirs servent à relier les pièces entre elles. Le dortoir est le lieu où se reposent les sbires. Le coffre-fort sert à entreposer l'or. La salle de contrôle permet de surveiller le monde afin de repérer des actes d'infamie à réaliser. L'armurerie sert de centre de sécurité et de détention de la base. Le frigo sert à entreposer les cadavres afin de ne pas les laisser en vue des agents ennemis et des touristes. La bibliothèque permet aux sbires de restaurer leur intelligence. L'infirmerie sert à soigner les sbires. La salle d'énergie permet d'alimenter la base en énergie. La salle d'entraînement permet de spécialiser ses sbires dans des domaines précis. Le laboratoire permet de mener des recherches afin de débloquer de nouveaux objets pour le repaire. La cantine est le lieu où les sbires prennent leur repas afin de restaurer leur endurance. Le bureau privé du mal est le salon réservé à l'Evil Genius et ses contacts maléfiques.

## Accueil
- Jeuxvideo.com : 13/20[2]